# KV28

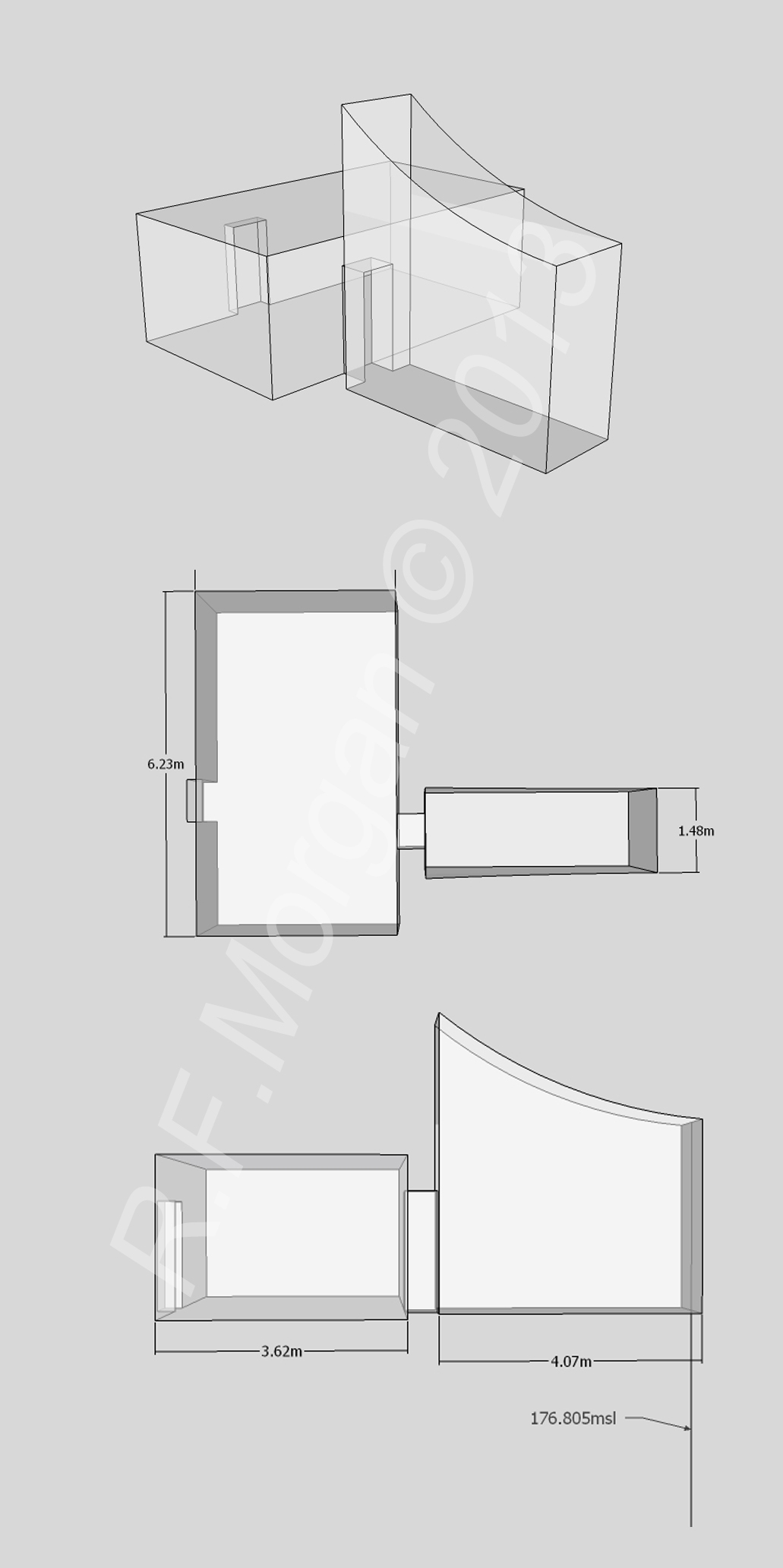
Isometrische Darstellung, Grundriss und Schnittzeichnung des Grabes

Das altägyptische Grabmal KV28 im Tal der Könige (Osttal) wurde vor 1832 entdeckt. Es handelt sich um ein nicht-königliches Grab, dessen Grabinhaber unbekannt ist.

## Erforschung und Publikation
Nach der Erstentdeckung vor 1832 bemerkte John Gardner Wilkinson das Grab, bevor es 1889 von Eugène Lefébure besucht wurde. Lefébure zufolge enthielt das Grab einige Mumienknochen und Mumienbinden und war ansonsten völlig leer. Donald P. Ryan untersuchte KV28 1990 für die Pacific Lutheran University und veröffentlichte seine Untersuchungsergebnisse im Frühjahr 1991 in „KMT 2/1“.

## Lage und Architektur
KV28 besteht aus einem Schacht, der in eine einzige rechteckige Grabkammer führt. An deren hinterer Wand befindet sich eine bislang nicht weiter untersuchte Tür, die vielleicht in eine weitere Kammer führt. Das Grab ist undekoriert.

## Funde
Bei seinen Ausgrabungsarbeiten 1990 fand Ryan die bereits von Lefébure beschriebenen Überreste vor. Ryan zufolge stammen die Knochen von mindestens zwei Personen. Des Weiteren fanden sich Fragmente einer Kanope aus Kalkstein, verschiedene Stücke von Holzgegenständen sowie ein sogenannter Begräbniskonus, der aus der thebanischen Nekropole stammt.
Anhand der gefundenen Tonscherben kann vermutet werden, dass die Begräbnisse womöglich in der Zeit von Thutmosis IV. durchgeführt worden sind. Dessen Grab, KV43, liegt nicht weit entfernt, weshalb es sich bei KV28 möglicherweise um das Grab eines hohen Beamten dieses Königs handelt.